# Ikarios (syn Perieresa)
Ikarios (gr. Ἰκάριος) – postać z mitologii greckiej, syn Perieresa lub Ojbalosa, brat Tyndareosa i Hippokoona. 
Wygnany wraz z Tyndareosem ze Sparty przez Hippokoona i jego synów, schronił się u Testiosa w Pleuron. Gdy Herakles zabił Hippokoona, Tyndareos powrócił do Sparty, gdzie został królem, natomiast Ikarios pozostał w Akarnanii, gdzie poślubił córkę Lygajosa Polykaste. Ze związku narodziło się troje dzieci: Penelopa, Alyseus i Leukadios. Według innej tradycji wrócił wraz z bratem do Sparty, gdzie ze związku z nimfą Periboją miał pięciu synów: Toasa, Damasipposa, Imeuisimosa, Aletesa, Perileosa oraz córkę Penelopę. Natomiast według lokalnego mitu opowiadanego w Sparcie Ikarios był w rzeczywistości sprzymierzeńcem Hippokoona i dopomógł mu w wygnaniu Tyndareosa.
Gdy Penelopa dorosła, kochający bardzo córkę Ikarios nie chciał wydawać jej za mąż. W końcu wyznaczył ją jako nagrodę w wyścigu rydwanów, do którego stanąć musieli starający się o jej rękę. W zawodach zwyciężył Odyseusz. Po zaślubinach Ikarios nalegał, by heros z nowo poślubioną żoną został przy nim. Odyseusz odmówił, polecił jednak Penelopie, by dokonała wyboru między ojcem a mężem. Ta zarumieniła się i zasłoniła twarz ze wstydu, co oznaczało, że dokonała już wyboru. Po odejściu małżonków Ikarios wybudował na miejscu tego wydarzenia świątynię Wstydu.